# USS Shoup (DDG-86)

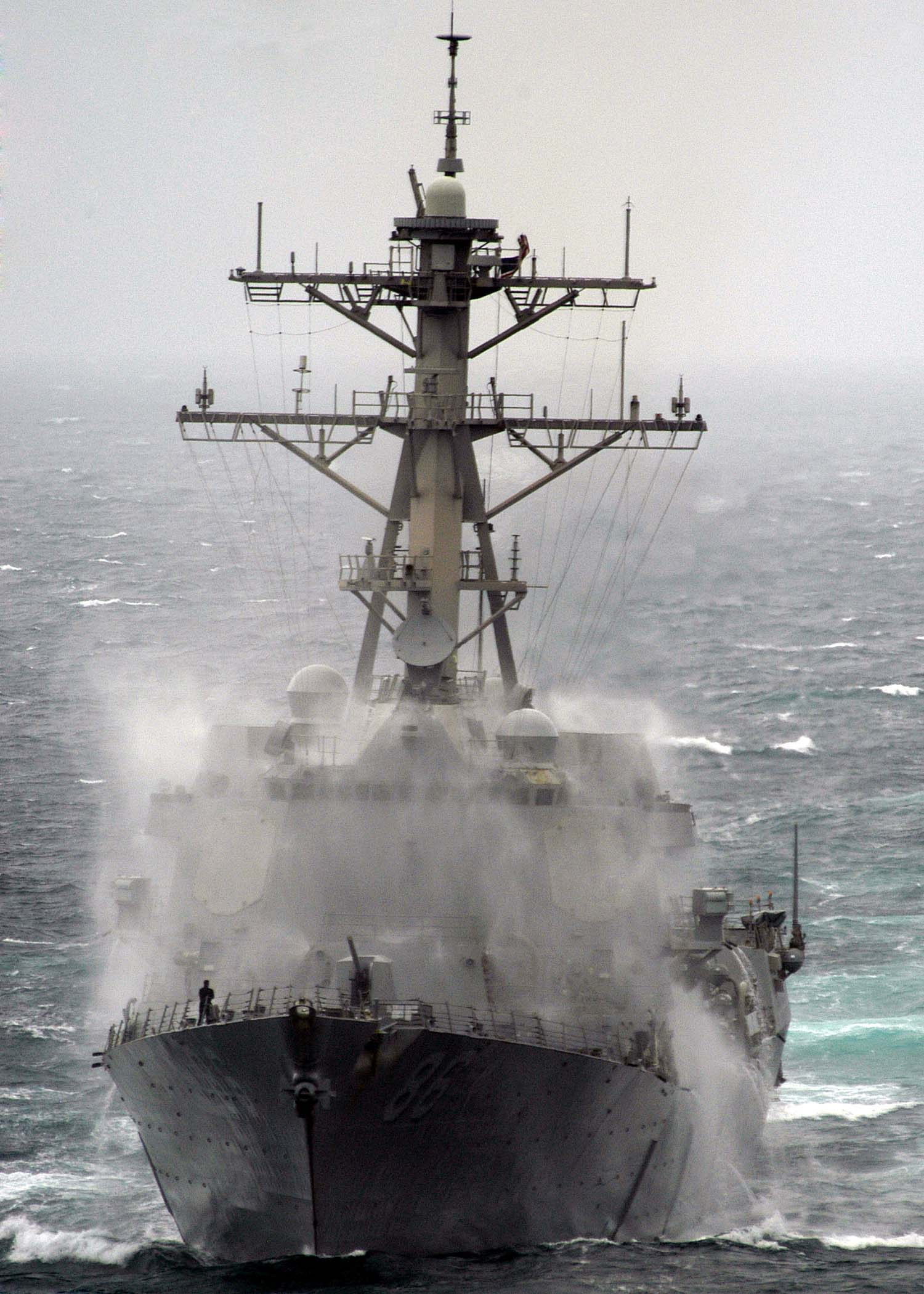
USS Shoup testando sistema de lavagem de convés contra ataque de armas químicas, biológicas ou radioativas (CBR).

O USS Shoup (DDG-86) é um navio de guerra do tipo contratorpedeiro da classe Arleigh Burke . 
A embarcação foi construída pelo estaleiro Ingalls Shipbuilding e está baseada na Estação Naval da Marinha dos Estados Unidos localizada no porto de Everett no estado de Washington .
O contratorpedeiro navega com o lema "Victoria per perseveratian venit" (A Vitória é alcançada com perseverança) . O nome do navio homenageia o General David Shoup Monroe (1904-1983) combatente da Segunda Guerra Mundial, comandante do Corpo de Fuzileiros Navais dos Estados Unidos (1960-1963) e crítico da Guerra do Vietnam .

## Acidente
Em 1 de agosto de 2010, durante um treinamento com o porta-aviões nuclear USS Abraham Lincoln (CVN-72) o USS Shoup colidiu com um pequeno barco que se dirigia a Oceanside na Califórnia. Ambas as embarcações sofreram apenas danos menores .